# 파넬라크
《파넬라크》(슬로바키아어: Panelák)는 2008년부터 현재까지 방영된 슬로바키아의 텔레비전 드라마이다.